# Севрюкова, Татьяна Никитична
Татья́на Ники́тична Севрюко́ва (30 июня 1917, Ташкент — 1981) — советская легкоатлетка. Заслуженный мастер спорта СССР (1946).

## Биография
Выступала за Горький (по 1936), Тбилиси (1937—1942), Ереван (1943—1944), Москву (1945—1952) — спортивные общества «Динамо» (по 1936, 1946—1952), «Спартак» (1937—1945).
Чемпионка Европы 1946 года в толкании ядра — первая советская чемпионка Европы по лёгкой атлетике. В 1945 году дважды превышала мировой рекорд (результаты не были зарегистрированы в качестве мировых рекордов, так как СССР ещё не был членом IAAF); в 1948 году установила мировой рекорд, став первой советской официальной рекордсменкой мира по лёгкой атлетике. 6-кратная чемпионка СССР (1939—1947); результата, с которым она стала серебряным призёром чемпионата СССР 1948 года (13,84 м), было бы достаточно для завоевания золотой медали Олимпийских игр 1948 года, где победила Мишлин Остермейер (13,75 м).
Результаты Севрюковой многократно входили в десятки лучших результатов сезона в мире в толкании ядра (1935—1936, 1939—1940, 1943—1953) и метании диска (1939—1940, 1935, 1937), причём в толкании ядра она 7 раз была лидером сезона в мире (1935, 1943—1948).
Окончила ГЦОЛИФК.

## Спортивные достижения
|       | Толкание ядра | Толкание ядра | Метание диска | Метание диска |
| Место | Результат     | Место         | Результат     |               |
| ----- | ------------- | ------------- | ------------- | ------------- |
| 1946  | чемпионка     | 14,16 м       | 7-е место     | 34,05 м       |

|       | Толкание ядра | Толкание ядра | Метание диска | Метание диска |
| Место | Результат     | Место         | Результат     |               |
| ----- | ------------- | ------------- | ------------- | ------------- |
| 1934  | 2-е место     | 11,23 м       |               |               |
| 1936  |               |               |               |               |
| 1937  |               |               |               |               |
| 1938  |               |               |               |               |
| 1939  | чемпионка     | 12,98 м       |               |               |
| 1940  | чемпионка     | 13,35 м       |               |               |
| 1943  |               |               |               |               |
| 1944  | чемпионка     | 12,95 м       |               |               |
| 1945  | чемпионка     | 14,31 м       |               |               |
| 1946  | чемпионка     | 13,96 м       |               |               |
| 1947  | чемпионка     | 13,96 м       |               |               |
| 1948  | 2-е место     | 13,84 м       |               |               |
| 1949  | 3-е место     | 13,80 м       |               |               |
| 1950  | 3-е место     | 13,35 м       |               |               |
| 1951  |               |               |               |               |
| 1952  | 3-е место     | 14,07 м       |               |               |

Рекорды СССР
```
толкание ядра      12,735             .07.1935   
Горький

                   13,40            17.09.1935   
Горький

                   13,62            30.05.1936   
Горький

                   14,03            25.06.1945   
Москва

                   14,12            15.08.1945   
Москва

                   14,24              .08.1945   
Москва

                   14,31            10.09.1945   
Киев

                   14,51  
выше РМ
    9.10.1945   
Фрунзе

                   14,89  
выше РМ
   14.10.1945   
Фрунзе
```

Рекорд мира
```
толкание ядра
      14,59             4.08.1948   
Москва
```